# Loudovikos Spinellis

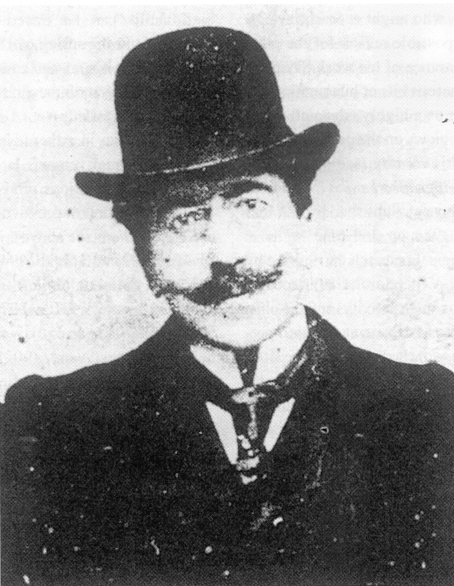
Loudovikos Spinellis

Loudovikos Spinellis (griechisch Λουδοβίκος Σπινέλλης, * 1871 oder 1872 auf Syros; † 1904 in Athen) war ein griechischer Dirigent und Komponist Klassischer Musik. Er war einer der maßgeblichen Komponisten der unterhaltenden Theatermusik der Belle Époque in Griechenland, dessen Stil bereits auf die Nationalen Schule Griechenlands vorausweist.
Das biografische Material über den früh verstorbenen Spinellis ist dürftig. Er wurde auf Syros als Sohn eines Dirigenten geboren, der sein erster Lehrer war und ihn für weitere Studien nach Mailand schickte. 1890 sind Konzerte in Konstantinopel mit ihm als Dirigenten belegt, ab 1892 lebte er in Athen, wo er zunächst als Komponist der Musik zu sieben musikalischen Komödien (Komidyllia) in Erscheinung trat und später Revuen, Schauspielmusiken zu antiken griechischen Tragödien sowie einige Lieder und Chorkompositionen schuf. In seinen Kompositionen für das populäre Genre des Komidyllio zeigt sich musikhistorisch früh eine deutliche Hinwendung zu Motiven aus der griechischen Folklore. Im Jahr 1900 gründete Spinellis zusammen mit Dionysios Lavrangas die Opernkompanie Ellinikon Melodrama (Ἑλληνικὸν Μελόδραμα), zu deren Eröffnung er am 26. April 1900 Puccinis La Bohème dirigierte. Offensichtlich wurde er von den Lehrern des Athener Odeion abgelehnt und geriet nach seinem Tod schnell in Vergessenheit. Nur sechs gedruckte, kleinere Werke sind überliefert, darunter eine Elegie  für Klavier und eine Quadrille aus der Musik zu dem Komidyllio O Genikos Grammatefs (Ὁ Γενικὸς Γραμματεύς, „Der Generalsekretär“, 1893).